# Tribunal Federal Administrativo

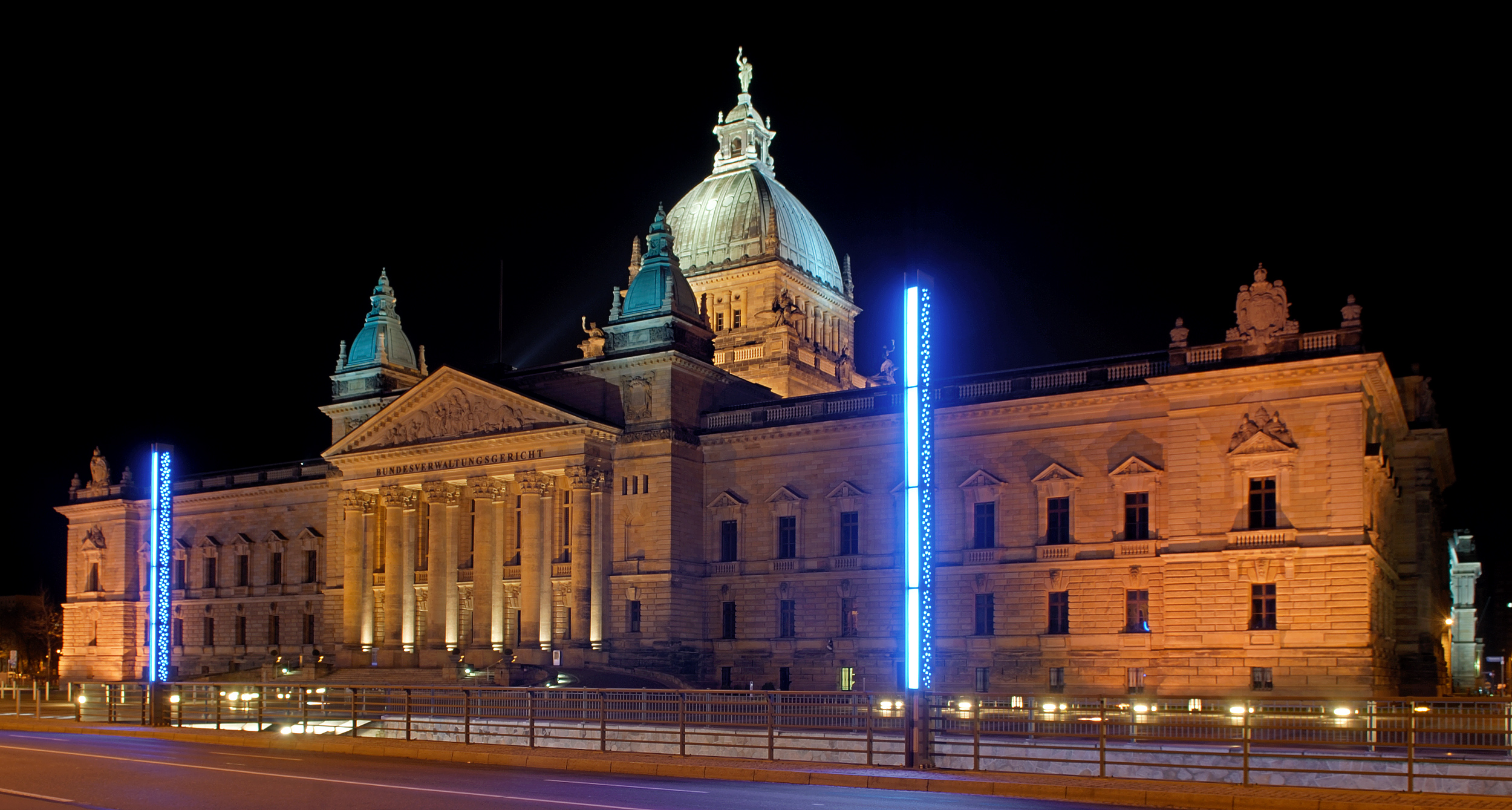
Sede del Tribunal Administrativo Federal de Alemania: el antiguo edificio del Reichsgericht en Leipzig (construido en 1895)

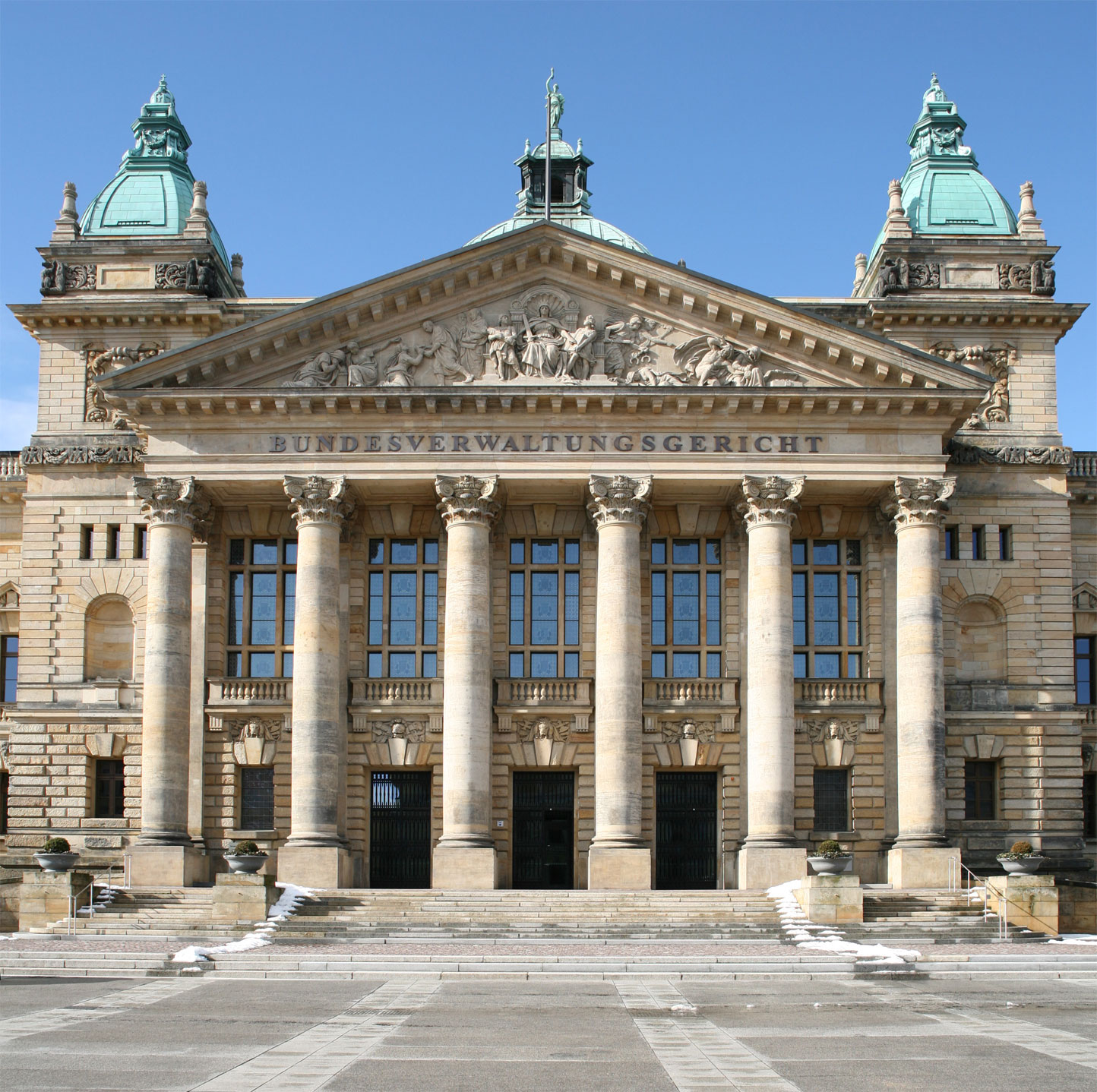
Portal del Edificio del Tribunal

El Tribunal Federal Administrativo ( en alemán: Bundesverwaltungsgericht, pronunciación en alemán: /bʊndəsfɛɐ̯ˈvaltʊŋsɡəˌʁɪçt/ⓘ) es uno de los cinco tribunales supremos de Alemania. Es el tribunal de último recurso para generalmente todos los casos de derecho administrativo, principalmente disputas entre ciudadanos y el estado. Escucha apelaciones del Oberverwaltungsgerichte, los Tribunales Administrativos Superiores, los cuales a su vez, son los tribunales de apelación de las decisiones de los Verwaltungsgerichte, los tribunales administrativos.
Sin embargo, los casos relativos a la ley de seguridad social pertenecen a la jurisdicción de los Sozialgerichte (Tribunales Sociales) con el Bundessozialgericht como tribunal federal de apelaciones, y los casos relativos a los impuestos y la ley de ndsdnsv son decicidos por los Finanzgerichte (Tribunales Fiscales) y, ultimadamente, por los Bundesfinanzhof.
El Bundesverwaltungsgericht tiene su sede en el antigo Reichsgericht (Tribunal Imperial de Justicia) en el distrito Mitte de Leipzig.

## Historia
El Tribunal Federal Administrativo fue establecido en base al Artículo 95(1) de la Ley Básica por Ley del 23 de septiembre de 1952. La sede original del Tribunal fue inicialmente Berlín. Desde el 8 de junio de 1953, el Tribunal Federal Administrativo se encuentra localizado en la antigua sede del Alto Tribunal Administrativo Prusiano. La decisión en favor de Berlín fue controvertida entre los Poderes Aliados; la Unión Soviética en particular estuvo fuertemente opuesta a ello. Como resultado, con la reconstrucción de la República Federal, los senados del servicio militar del Tribunal Federal Administrativo tuvieron que mudarse a Múnich. Debido a que el Tribunal fue trasladado de Berlín a Leipzig al edificio del Reichsgericht, ellos también han residido en Leipzig.
Leipzig fue designada como el nuevo asiento del Tribunal Federal Administrativo por ley el 211 de noviembre de 1997. La fecha oficial del cambio fue fijada en el 26 de agosto de 2002 por el ministro Federal de Justicia por decreto-ley el 24 de junio de 2002. El capítulo más reciente en la historia del Tribunal Federal Administrativo fue el uso del antiguo edificio del Reichsgericht en Leipzig, comenzando oficialmente con la inauguración ceremonial del edificio como Tribunal Federal Administrativo el 12 de septiembre de 2002.

## Otras lecturas
- «Rede: 70 Jahre Bundesverwaltungsgericht» [Discurso: 70 años del Tribunal Federal Administrativo]. Der Bundespräsident (en alemán). Consultado el 26 de agosto de 2023.